# Reinmar von Zweter
Reinmar von Zweter (Ca. 1200 formodentlig i Zeutern, (nuværende Ubstadt-Weiher) i Baden-Württemberg – efter 1248) var en tysk "ordsprogsdigter" (ty. Spruchdichter) og muligvis af ridderlig herkomst.
Reinmar udøvede sin kunst i Prag og skal ligge begravet i
Essfelden i Franken. Hans digte er mærkeligt nok
næsten alle skrevet i den samme "tone" og
oftest af didaktisk eller satirisk art, idet de
angriber kirkelige og politiske uskikke, samt
sædernes fordærvelse i almindelighed; de er udgivet med
indledninger af Roethe i 1887.
Reinmar von Zweter regnes for en betydelig repræsentant for Sangspruch-digtningen mellem Walther von der Vogelweide og Frauenlob.
Litteratur oplyst af "(C. A. N.)" i Salmonsen: K. Meyer: Untersuchungen uber das Leben Reinmars von Zweter und Bruder Wernhers, 1866; Pleschke: »Reinmar von Zweter, 1878.